# Le Labyrinthe (Artois)
Pour l’article homonyme, voir Le Labyrinthe.

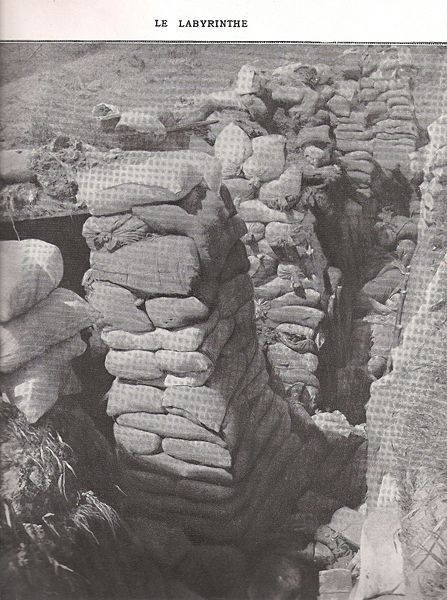
Une des tranchées du Labyrinthe.

Le Labyrinthe est un secteur de tranchées situé entre Neuville-Saint-Vaast et Écurie (Pas-de-Calais). Il est le lieu de sanglants combats pendant la Première Guerre mondiale.
Aujourd'hui, cette zone proche de la sortie Vimy - Arras Centre de l'autoroute A26.

## Histoire

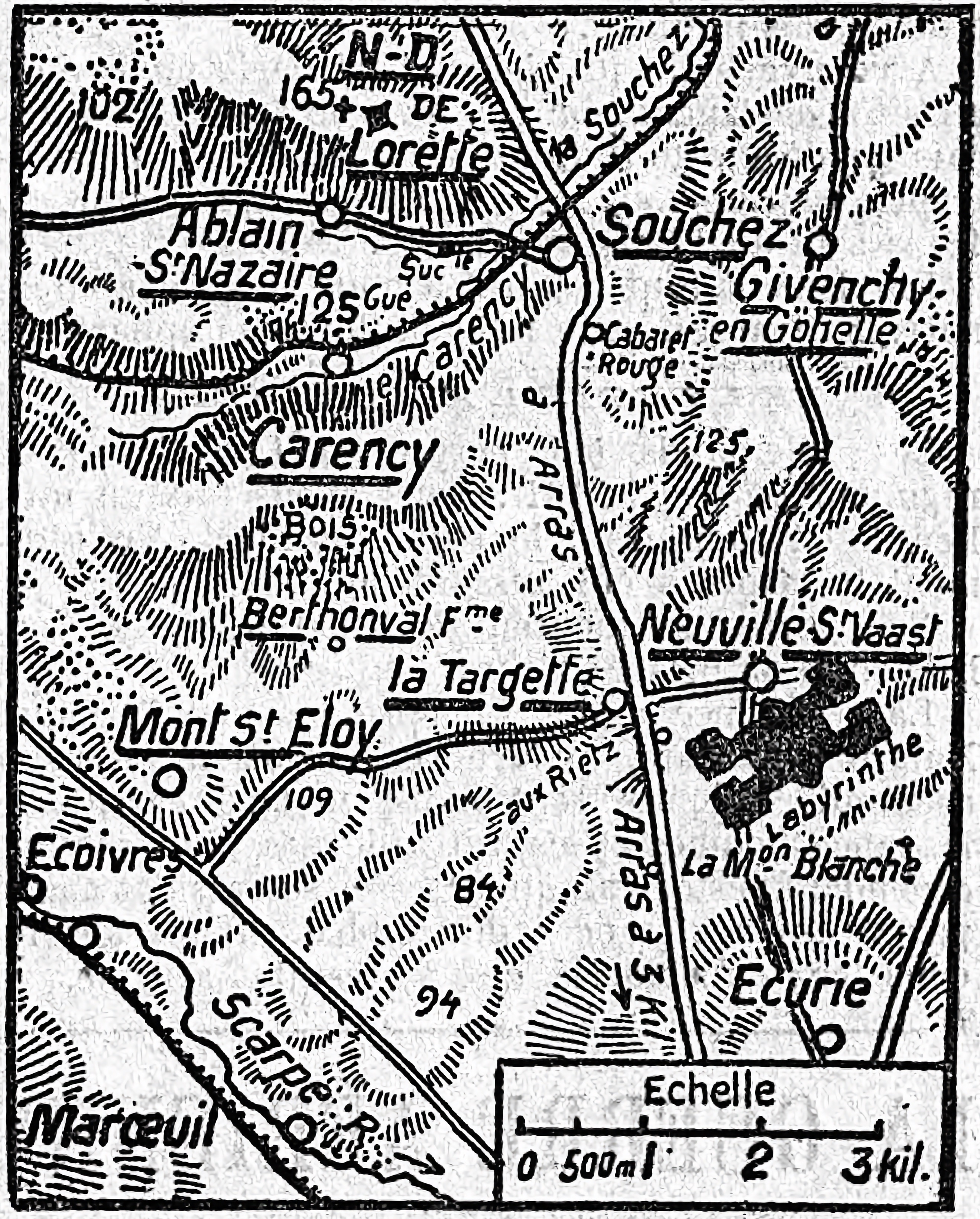
Carte des combats du Labyrinthe en juin 1915

Les combats dans la zone commencent dès la mi-octobre 1914.
Pendant la seconde bataille de l'Artois, le Labyrinthe est conquis par les Français en juin 1915. Selon un communiqué de l'état-major français, cette prise a eu lieu le 16 juin 1915.
Toutefois des combats intenses et confus continuent dans les jours suivants, avec, notamment, l'engagement du 4e bataillon de chasseurs à pied jusqu'au 22 juin,.